# Serhiy Rybalka
Serhiy Oleksandrovytch Rybalka (en ukrainien : Сергій Олександрович Рибалка), né le 1er avril 1990 à Yamne dans l'oblast de Soumy, est un footballeur international ukrainien qui évolue au poste de milieu de terrain.

## Biographie

### Carrière en club
Formé l'Arsenal Kharkiv, il quitte son club formateur pour le club de la capitale, le Dynamo Kiev, en 2008. Il joue pour la première fois avec l'équipe première en 2010. Il est prêté en République tchèque, au Slovan Liberec, lors de la saison 2013-2014.
Avec le club du Dynamo Kiev, il est quart de finaliste de la Ligue Europa en 2015, puis atteint les huitièmes de finale de la Ligue des champions en 2016.

### Carrière en équipe nationale
Il est sélectionné pour la première fois en Ukraine le 31 mars 2015, lors d'un match amical contre la Lettonie (match nul 1-1 à Lviv). Il figure parmi les 23 joueurs ukrainiens sélectionnés par Mykhailo Fomenko pour disputer l'Euro 2016 qui se déroule en France.

## Palmarès
- Vainqueur de la Coupe d'Ukraine en 2015 avec le Dynamo Kiev